# Mochizuki Manabu
Manabu Mochizuki (sinh ngày 14 tháng 3 năm 1975) là một cầu thủ bóng đá người Nhật Bản.

## Sự nghiệp câu lạc bộ
Manabu Mochizuki đã từng chơi cho Shimizu S-Pulse.